# Yuanzheng-1
El Yuanzheng-1 (YZ-1) és un tram superior de coet reiniciable desenvolupat per la China Academy of Launch Vehicle Technology (CALT) utilitzat com una quarta etapa per permetre que els vehicles de llançament Llarga Marxa 3B i Llarga Marxa 3C despleguin càrregues útils directament a òrbita d'energia alta com l'òrbita terrestre mitjana (MEO) i òrbita geoestacionària (GSO). Des que la tercera etapa del Llarga Marxa no pot ser reiniciada, no pot circularitzar una òrbita GSO des d'una òrbita de transferència geoestacionària. El YZ-1 va ser dissenyat per la capacitat de reinici, i per romandre en funcionament durant més de 6 hores necessàries per assolir l'apogeu de l'òrbita de transferència de la ignició de circularització. El YZ-1 habilita el desplegament de parelles de satèl·lits pel sistema de navegació per satèl·lit BeiDou i satèl·lits de comunicacions directament a les seves òrbites. Això elimina la necessitat que la nau espacial hagi d'incloure un motor d'apogeu líquid o un d'apogeu ràpid.
El YZ-1 té una empenta de 6,5 kN amb un impuls específic de 315,5 segons. Utilitza combustibles hipergòlics emmagatzemables de dimetilhidrazina asimètrica (UDMH) i peròxid de nitrogen (N₂O₄), i pot realitzar almenys dues ignicions dins la seva vida útil nominal de 6,5 hores.

## Història
Poc se sap en relació amb aquesta etapa. A més de les característiques bàsiques, se sap que hi haurà una segona versió dissenyada específicament per al Llarga Marxa 5 anomenat Yuanzheng-2. Va ser presentat en un article de 2013.
| Data (UTC)       | Coet transportador | Model d'etapa | Lloc de llançament | Missió              | Resultat |
| ---------------- | ------------------ | ------------- | ------------------ | ------------------- | -------- |
| 2015-03-30 13:52 | Llarga Marxa 3C    | YZ-1          | Xichang            | BDS I1-S            | Reeixit  |
| 2015-07-25 12:29 | Llarga Marxa 3B    | YZ-1          | Xichang            | BDS M1-S / BDS M2-S | Reeixit  |
| 2016-02-01 07:29 | Llarga Marxa 3C    | YZ-1          | Xichang            | BDS M3-S            | Reeixit  |

## Versions
Actualment, es coneixen dues versions:
- Yuanzheng-1 (AKA YZ-1): Versió inicial utilitzada amb el Llarga Marxa 3.
- Yuanzheng-2 (AKA YZ-2): Nova versió utilitzada amb el Llarga Marxa 5.